# Трешаница
Трешаница је десна притока реке Неретве на територији општине Коњиц у Федерацији БиХ, у Босни и Херцеговини. 
Извире на падинама планине Битовње. Њен трештећи (претпоставља се да је због тога и добила име) ток од око 30 km бистре планинске воде пун је водопада, слапова и каскада. 
Њено ушће у Неретву налази се у самом граду Коњицу, чији један део лежи управо на ушћу и обалама реке Трешанице.